# Эльзеар де Сабран
Эльзеар де Сабран (фр. Elzéar de Sabran; 1285, Апт — 27 сентября 1323, Париж) — святой Латинской церкви и покровитель города Ариано.

## Биография

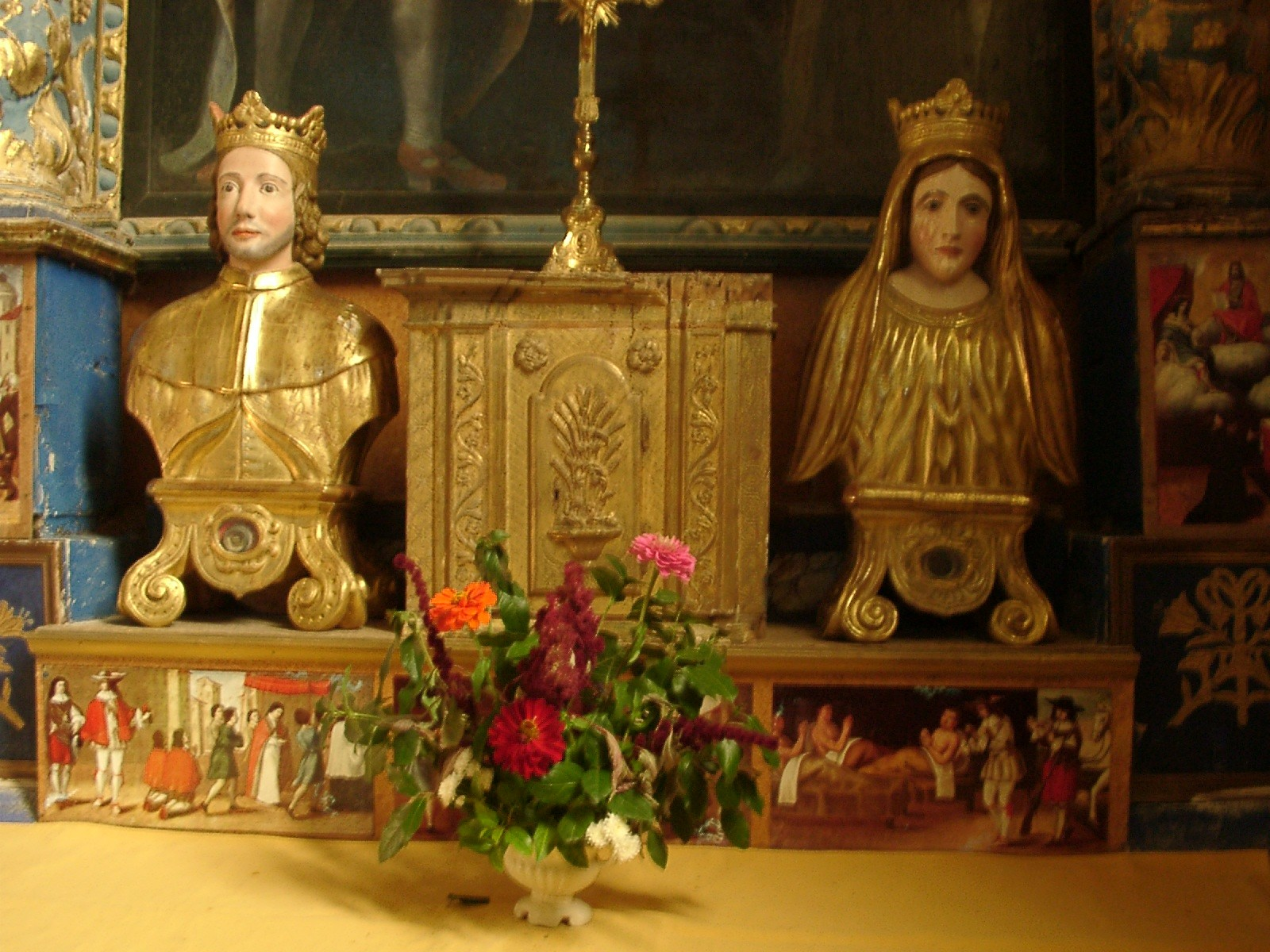
Реликварий св. Эльзеара и его жены Бл. Дельфины де Синье в церкви Ансуи, Франция

Представитель одной из самых знаменитых семей Прованса.
Сын Эрменго де Сабрана (Ermangaud de Sabran) и Лаудины д’Альбы (Laudune d’Albe). Родился в родовом замке близ Кабриер-д’Эг в Любероне. Воспитан Вильгельмом де Сабраном, игуменом, ставшим позже епископом.
Барон Ансуи, граф Ариано. Военный, политик, дипломат. После смерти отца в 1309 году отправился в Италию где был регентом Неаполитанского королевства. Несмотря на то, что его подданные презирали французов, он покорил их своей добротой, отправился в Рим во главе армии и помог изгнать императора Генриха VII.
Его женой была Блаженная Дельфина де Синье. Вернувшись в Прованс, Эльзеар, уважавший её желание жить в девственности, дал обет целомудрия вместе с супругой. В 1317 году он и его жена вступили в орден францисканцев.
В 1317 году вернулся в Неаполь, где стал воспитателем герцога Карла, а затем его первым министром (премьер-министром), когда тот стал регентом. В 1323 году Эльзеар де Сабран был отправлен послом во Францию, чтобы привезти Марию Валуа для заключения брака с Карлом.
Вместе с Дельфиной ухаживал за больными в лечебницах. Супруги жили в молитвах, умерщвлении страстей, занимались благотворительностью по отношению к несчастным. В возрасте двадцати лет переехал из Ансуи в Пьюи-Мишель для большего уединения и сформулировал для своих слуг правила поведения, которые сделали его домохозяйство образцом христианской добродетели.
Умер в святости 27 сентября 1323 года в возрасте 38 лет. Похоронен во францисканской церкви Парижа.

## Прославление
15 апреля 1369 года был канонизирован папой Урбаном V.
Память празднуют 27 сентября, у Ордена меньших братьев капуцинов — 20 октября.